# レスキュー・ミー NYの英雄たち
レスキュー・ミー NYの英雄たち（レスキュー・ミー ニューヨークのえいゆうたち、原題: Rescue Me）は、アメリカ合衆国のFXで2004年から放送されているテレビドラマシリーズ。日本ではFOXで2006年から放送されている。911テロ以降のFDNYの消防士を描く。

## 登場人物
デニス・リアリー：トミー・ギャヴィン/吹き替え：小杉十郎太
ジャック・マクギー：ジェリー・ライリー/吹き替え：後藤哲夫
アンドレア・ロス：ジャネット・ギャヴィン/吹き替え：五十嵐麗
ジョン・スカーティ；ルー・シェイ
ダニエル・サンジャタ：フランコ・リヴェラ/吹き替え：緑川光
スティーヴン・パスクール：ショーン・ギャリティ
マイケル・ロンバルディ：マイケル・シレッチ
ジェームズ・マキャフリー：ジミー・キーフ/吹き替え：花田光

## エピソード

### シーズン1
1. 勇気 Guts
2. 愛のかたち Gay
3. 独りきりの夜 Kansas
4. 親子の絆 DNA
5. 裁きの美酒 Orphans
6. 闇夜に降る雪 Revenge
7. 悪夢をあなたに Butterfly
8. 消えていく亡霊 Inches
9. 甘い誘惑 Alarm
10. 歓楽のかげに Immortal
11. 秘めごと Mom
12. 永遠の炎 Leaving

### シーズン2
1. 家族の面影
2. 裏切りの四重唱
3. 静かな食卓
4. 崩れた均衡
5. 眠れる野獣
6. 壁の前で
7. 歪んだ想い
8. 途切れた糸
9. 神のしもべ
10. 折れた道しるべ
11. 消防士の血
12. 運命の輪
13. 別れのとき

### シーズン3
1. 年上の女
2. 火遊び
3. 熱き血潮
4. クラミジア
5. 長く深き眠りの中で
6. 迷える子羊の群れ
7. 目覚めの時
8. 傷だらけの勲章
9. 名もなき勇者
10. かすかな光
11. 死がわかつまで
12. うたかたの夢